# Football Club Internazionale 1923-1924
Questa voce raccoglie le informazioni riguardanti il Football Club Internazionale nelle competizioni ufficiali della stagione 1923-1924.

## Stagione
Prima Divisione: l'Inter arriva terza nel girone A della Prima Divisione, Lega Nord, e non si qualifica per le finali.

## Rosa
| N. |                   | Ruolo | Calciatore           |
| -- | ----------------- | ----- | -------------------- |
|    | Italia (bandiera) | P     | Piero Campelli       |
|    | Italia (bandiera) | D     | Silvio Pietroboni    |
|    | Italia (bandiera) | D     | Iride Motta          |
|    | Italia (bandiera) | D     | Gustavo Francesconi  |
|    | Italia (bandiera) | D     | Alessandro Beltrame  |
|    | Italia (bandiera) | D     | Francesco Casartelli |
|    | Italia (bandiera) | D     | Leo Giacosa          |
|    | Italia (bandiera) | D     | Gaetano Grippi       |
|    | Italia (bandiera) | D     | Giovanni Terrile     |
|    | Italia (bandiera) | C     | Emilio Agradi        |

| N. |                   | Ruolo | Calciatore            |
| -- | ----------------- | ----- | --------------------- |
|    | Italia (bandiera) | C     | Enrico Rivolta        |
|    | Italia (bandiera) | C     | Osvaldo Aliatis       |
|    | Italia (bandiera) | C     | Pietro Giuriati       |
|    | Italia (bandiera) | C     | Armando Castellazzi   |
|    | Italia (bandiera) | C     | Giuseppe Giustacchini |
|    | Italia (bandiera) | A     | Luigi Cevenini        |
|    | Italia (bandiera) | A     | Mario Bussich         |
|    | Italia (bandiera) | A     | Leopoldo Conti        |
|    | Italia (bandiera) | A     | Angelo Pedrazzini     |
|    | Italia (bandiera) | A     | Lino Ricciuti         |

## Divise
| Prima divisa |